# BM-24火箭炮
BM-24火箭砲是一款由蘇聯設計和生產的多管火箭炮，能同時發射12枚240公釐的火箭。不同型號的BM-24被安裝在ZIS-151軍卡和ZIL-157軍卡上，以及AT-S火炮牽引車，後者成為了之後的BM-24T型。量產在1947年莫斯科的2號汽車工廠進行。以色列在第三次中东战争中俘虜了一批BM-24並組建一個砲兵營，且參加了之後的贖罪日戰爭和第五次中东战争。

## 型號
- BM-24 (8U31) – 基礎型，安裝在ZIS-151軍卡上[4]。
- BM-24M (2B3) – 改裝型，安裝在ZIL-157軍卡上[4]。
- BM-24T – 牽引型，安裝在AT-S火炮牽引車[1]。
- 以色列升級型[1]。

## 使用者
|  |

### 目前使用國
- 阿尔及利亚: 截至2016年30架BM-24[5]
- 安哥拉[6]
- : KN-16[7]和BM-24[8]
- 葉門

### 曾經使用國
- 中國
- 古巴[1]
- 捷克斯洛伐克
- 东德
- 埃及: 截至2016年48架存放中[9]
- 匈牙利
- 伊朗
- 伊拉克
- 以色列: 截至2016年36架存放中[10]
- 科威特
- 约旦
- 利比亞
- 波蘭
- 苏联[11]
- 苏丹
- 叙利亚[1]
- 突尼西亞
- 越南

## 參看
- BM-13 多管火箭炮